# Bobrowniki (Ukraina)
Bobrowniki (ukr. Бобрівники) – wieś na Ukrainie w obwodzie tarnopolskim, w rejonie czortkowskim, położona nad Złotą Lipą.
Do 2020 w rejonie monasterzyskim.

## Urodzeni
- Włodzimierz Paźniewski
- Stanisław Hasiak